# Teúl de González Ortega
Teul de González Ortega è una municipalità dello stato di Zacatecas, nel Messico centrale, il cui capoluogo è la omonima località.
Conta 5.506 abitanti (2010) e ha una estensione di 676,38 km².
La prima parte del suo nome in lingua nahuatl significa dei, mentre la seconda è dedicata a Jesús González Ortega, generale messicano.